# Jorge Tuela
Jorge Tuela, pseudónimo de Isaque Jesus Neves Barreira, foi um escritor, professor e jornalista português.

## Biografia
Jorge Tuela nasceu na freguesia de Moimenta, concelho de Vinhais, distrito de Bragança. 
Licenciado em Filosofia e mestre em Filosofia da Educação pela Universidade do Minho, foi principalmente professor de Filosofia no Ensino Secundário, mas leccionou também na antiga Escola do Magistério Primário do Porto e ainda no Ensino Superior Politécnico. Paralelamente à actividade de professor, cultivou, durante toda a vida, o jornalismo, tanto em Portugal como em Angola, onde viveu durante dez anos. 
Colaborou, com mais ou menos assiduidade, em vários jornais e revistas, entre os quais se destacam Diário de Notícias (Lisboa), Jornal de Notícias (de que foi enviado especial a Roma, ao Concílio Vaticano ll), Primeiro de Janeiro, Notícias da Tarde (Porto), Colóquio (Lisboa) e Revista Portuguesa de Filosofia (Braga).
Para além de alguns contos e poesias, publicou, com o próprio nome, os seguintes livros: Ramalho e a Educação, outros tempos, os mesmos problemas (1995) e Tentativas Filosófico-Pedagógicas (1999). Com o pseudónimo de Jorge Tuela, editou Contos do Nordeste (1996), cuja 1ª edição se esgotou em escassos três meses e de que saiu a 2ª edição (1997) e, depois, a 3ª(2005). No intervalo destas edições, deu à estampa ainda um livro de poemas a que deu o título de Capelas Imperfeitas (1997) e, mais tarde, um novo livro de contos, intitulado Contos do Caminho (2000), e ainda um terceiro, intitulado Alto aí! Contos da Fronteira Transmontana (2003). Experimentou um novo género literário, a novela, com Caretos e Farândulas (2008).